# بانک ملی قزاقستان
بانک ملی قزاقستان (Qazaqstan Ulttyq Banki) بانک مرکزی قزاقستان است، که در سال ۱۹۹۳ تأسیس شد.